# Muzyka teatralna i telewizyjna
Muzyka teatralna i telewizyjna – album Andrzeja Kurylewicza (autora wszystkich kompozycji), Wandy Warskiej i Czesława Niemena. Płyta zawiera muzykę jazzową i rockową. Płyta została wydana na winylu w 1971 r. przez wytwórnię Polskie Nagrania Muza.

## Lista utworów
1. "Wieczory niekochanych (The Night Of The Unloved)" (sł. Ireneusz Iredyński)
2. "Czułość (Tenderness)" (do wiersza Cypriana Norwida)
3. "Pietrucha"
4. "Mazurek (Mazurka)"
5. "Zapytaj (Do Ask)"
6. "Romanca Cherubina (Cherubin's Romance)"
7. "Pan Tadeusz" (fragment poematu Adama Mickiewicza)
8. "W Weronie (At Verona)" (do wiersza Cypriana Norwida)
9. "Taka głęboka przy fontannach cisza (The Silence At Fountains)"
10. "Mój psalm (My Psalm)" (do wiersza Cypriana Norwida)
11. "Przy kościółku (At The Country Church)" (do wiersza Juliusza Słowackiego)
12. "Jesień (Autumn)" (do wiersza Cypriana Norwida)
13. "Dobranoc (Goodnight)"
14. "Kołysanka (Lullaby)"

## Twórcy
- Andrzej Kurylewicz – kompozytor, dyrygowanie orkiestrą, fortepian
- Wanda Warska – wokal
- Czesław Niemen – wokal
- Andrzej Przybielski – trąbka
- Jacek Bednarek - kontrabas
- Władysław Jagiełło - perkusja
- H. Jastrzębska, W. Piętowski – realizacja nagrań